# Défense de la Virginie par La Fayette
 (avril 2011).
La défense de la Virginie par La Fayette en 1781 est un épisode notable de la guerre d'indépendance américaine et de l'action de La Fayette durant cette guerre.

## Historique
Le 20 février 1781, George Washington donne à La Fayette le commandement d'un détachement de 1 200 hommes d'infanterie légère réuni à Peekskill pour agir conjointement avec la milice et les bâtiments de l'amiral français Charles Sochet des Touches contre l'Anglais Benedict Arnold, qui se trouve à Portsmouth en Virginie.
Le 23 février, La Fayette est à Pompton et simule une attaque contre Staten Island ; puis il marche rapidement sur Philadelphie, y arrive le 2 mars, se rend le 3 à Head-of-Elk, où il s'embarque sur de petits bateaux et parvient à Annapolis. De là, il part dans un canot avec quelques officiers, et, malgré les frégates britanniques qui sont dans la baie, il parvient à Williamsbourg pour y rassembler les milices. Il bloque Portsmouth et repousse les piquets ennemis, mais l'issue de la bataille de Cap Henry laisse les Britanniques maîtres de la baie. 
Il ne reste plus à La Fayette qu'à revenir à Annapolis, d'où, par une marche hardie, il ramène son détachement à Head-of-Elk en passant à travers les petits bâtiments de guerre britanniques. Là il reçoit un courrier du général Washington qui lui confiait la difficile mission de défendre la Virginie.
Le 6 mars, le général Washington vient à Newport visiter l'armée française. Il est reçu avec tous les honneurs dus à un maréchal de France. Il passa l'armée en revue, assista au départ de l'escadre de M. Destouches et repartit le 13 pour son quartier général.